# Ectaetia christii
Ectaetia christii is een muggensoort uit de familie van de Scatopsidae. De wetenschappelijke naam van de soort is voor het eerst geldig gepubliceerd in 1997 door Rotheray & Horsfield.